# Ager-Traun-Terrassen

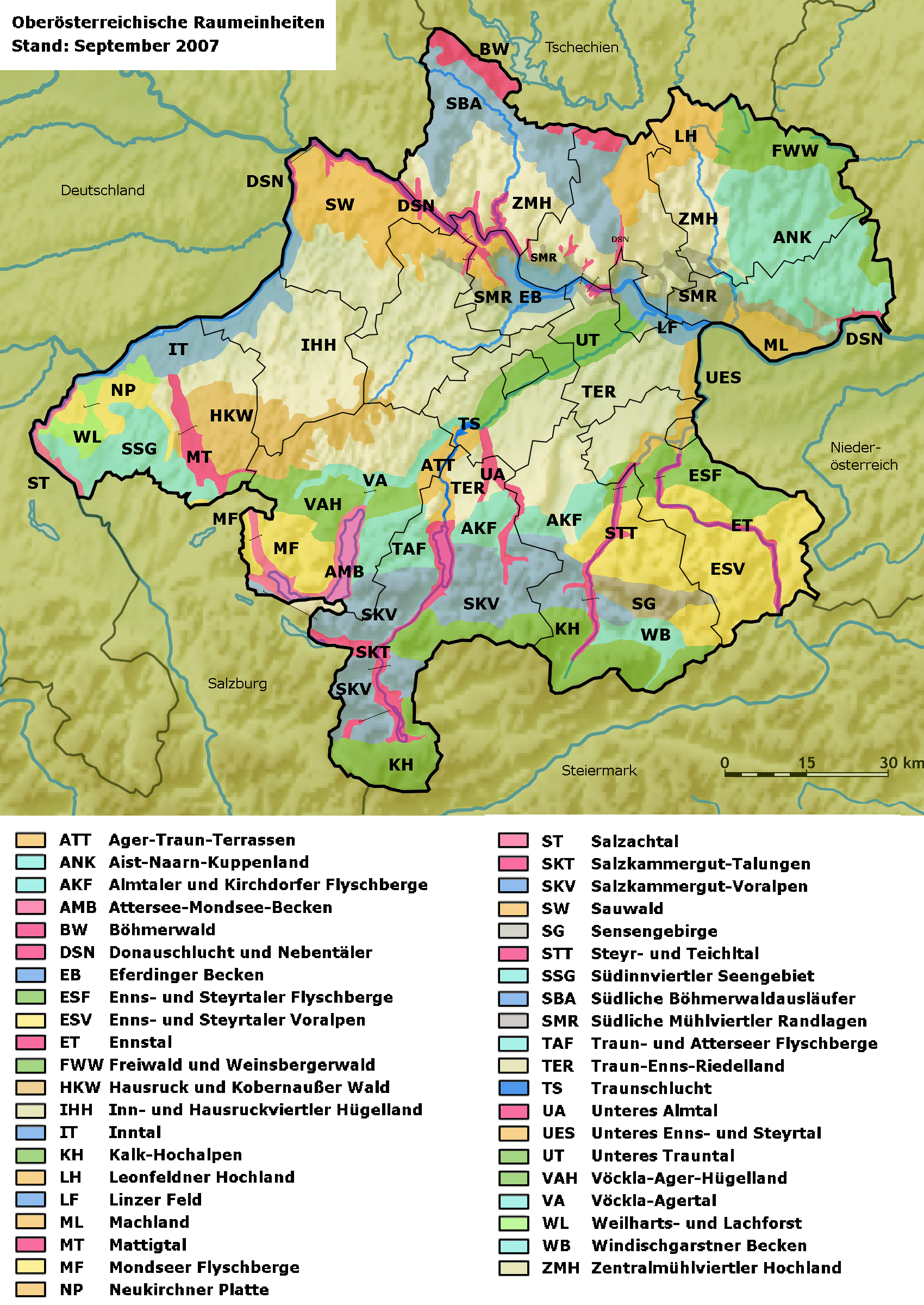
Alle OÖ Raumeinheiten

Die Ager-Traun-Terrassen sind eine von 41 Oberösterreichischen Raumeinheiten und liegen am Rande des OÖ Zentralraumes.

## Lage
Die Raumeinheit umfasst drei räumlich isolierte Teilbereiche die durch die Traun getrennt sind und in den Bezirken Wels-Land, Vöcklabruck und Gmunden liegen.
Die Größe der Ager-Traun-Terrassen beträgt in Summe 70,49 km². Der tiefste Bereich liegt bei rund 360 m ü. A. bei Stadl-Paura. Die höchste Erhebung des Gebiets ist bei Laakirchen mit 450 m ü. A.
Folgende Gemeindegebiete liegen größtenteils auf den Ager-Traun-Terrassen (beginnend im Norden): Bad Wimsbach-Neydharting, Stadl-Paura, Desselbrunn, Rüstorf, Roitham am Traunfall, Laakirchen, Ohlsdorf und Gmunden.
Die Raumeinheit ist von folgenden OÖ Raumeinheiten umgeben (Im Uhrzeigersinn, beginnend im Norden): Unteres Trauntal, Unteres Almtal, Traun-Enns-Riedelland, Salzkammergut-Talungen, Traun- und Atterseer Flyschberge, Vöckla-Ager-Hügelland und das Vöckla-Agertal. Die Raumeinheit Traunschlucht liegt inmitten der Ager-Traun-Terrassen und teilt diese in drei Teilbereiche.

## Charakteristik
- Breite und ebene Terrassenlandschaft beidseitig der Traunschlucht mit Nieder- und Hochterrassen sowie Deckenschotter.
- Die Niederterrasse wird überwiegend forstlich genutzt (nördlicher Teil) und ist teilweise dicht bebaut. Es bestehen Großwaldflächen mit hohem Fichten-Anteil und einem dichten Forststraßennetz. Reste von naturnahen Wäldern, Waldsäume (Eiche, Hainbuche, Esche) sind zu finden. Es gibt eine klare Grenze zwischen Wald- und Ackerflächen, jedoch nur wenig gegliedert.
- Auf der Hochterrasse existiert Ackerbau mit Getreide und Mais, strukturarme Kulturlandschaft. Geringer Waldanteil mit einzelnen kleinen und mittelgroßen Forsten. Nur wenige Obstbaumwiesen und -zeilen, Einzelbäume und kleine (teils naturnahe) Teiche. Selten zu finden sind Halbtrockenrasen an Terrassenböschungen.
- Größere Strukturvielfalt nur in Trockentälern zwischen Rüstorf und Desselbrunn durch teils naturnah mit Buche und Esche bewaldete Böschungen ehemaliger Bachläufe. Kaum Fließgewässer vorhanden, nur kleine Rinnsale in Einhängen zur Traun und an den Terrassenrändern.
- Niederschläge sind nach Norden hin stark abnehmend.
- Dichtest bebaut und zersiedelt ist nur der Mittelteil (Laakirchen) und der Norden (Stadl-Paura). Ansonsten sind landwirtschaftliche Nutzung und kleine Siedlungssplitter vorherrschend.